# Lý Chi Phương
Yi Ji-bang (tiếng Hàn:이지방 Hanja:李之芳, 15 tháng 10 năm 1466 - 11 tháng 12 năm 1537) là quân nhân, Tướng quân, Đô đốc Hải quân của nhà Triều Tiên.